# Васил Йотов
Васил Тодоров Йотов е български офицер, инженер, доцент, генерал-майор.

## Биография
Роден е на 1 юли 1928 г. в София. Завършва висше военно училище, гражданска специалност инженер по пътища и мостове и отделно придобива висше икономическо образование. Бил е командир на взвод и рота в инженерния полк на трета армия. Отделно е командир на взвод в Народната школа за запасни офицери „Христо Ботев“ и рота в Народното военно инженерно училище в Свищов. Бил е старши помощник-началник на началника на щаба на Управление „Инженерни войски“ при Министерството на народната отбрана. В периода 1963 – 1972 г. е командир на 54-ти отделен инженерен полк РГК (резерв на главното командване). По-късно започва работа в ЦК на БКП на военизирани длъжности. В отделни периоди е главен контрольор на българската народна армия, МВР, специални ведомства и в отбранителната промишленост, всички към Комисията за държавен контрол, към Държавния и Министерския съвет.